# Arturo Alsina
Arturo Alsina (Tucumán, 16 de septiembre de 1897-Asunción, 26 de mayo  de 1984) fue un escritor argentino-paraguayo, hijo de Juan Alsina y María Canals. Llegó a Paraguay con su familia el 25 de mayo de 1909 y desde entonces se radicó definitivamente en esta que sería su patria por adopción y convicción. Realizó sus estudios secundarios en el Colegio Nacional de la Capital -donde conoció a Manuel Ortiz Guerrero- y optó al título de químico farmacéutico que le confirió la Escuela Nacional de Farmacia.

## Trayectoria
Su “Farmacia Americana” fue el centro del encuentro cultural de los grandes hacedores de cultura, a lo largo de décadas. Hombre de vasta cultura y de formación autodidacta, recibía permanentemente a las personalidades más destacadas de la creación artística, la investigación y el ensayo, entre quienes puede citarse a Adriano Irala, Carlos R. Centurión, Vicente Lamas, Natalicio González, Alejandro Guanes, Hérib Campos Cervera, Julio Correa, Narciso R. Colmán, Roque Centurión Miranda, Agustín Barrios, José Asunción Flores, Juan Samudio, Jaime Bestard, Pablo Alborno, entre tantos otros.
Recordado como dramaturgo, sus obras más celebradas han contribuido a los inicios del teatro moderno del Paraguay. Ejerció la dirección de la Compañía Paraguaya de Dramas y Comedias, y la vicepresidencia de la Sociedad de Autores Teatrales.
Por su notable labor como dramaturgo figura en la “Antología del Teatro Hispanoamericano”, publicado por la Universidad de Columbia, de los Estados Unidos y en el “Diccionario Teatral del Río de la Plata”, publicado por Tito Livio Foppa.

## Obras
Ha prologado las “Obras completas” del poeta Manuel Ortiz Guerrero y la “Historia de la Cultura Paraguaya”, obra monumental de Carlos R. Centurión. En 1983, en un exquisito y antológico libro, “Paraguayos de otros tiempos”, brinda una visión exacta y nostálgica, evocando a figuras que han realizado aportes notables a la cultura paraguaya.
Su copiosa y rica producción teatral comprende “La marca de fuego”, drama en tres actos estrenado el 12 de mayo de 1926 en el Teatro Granados de Asunción; conquistó gran éxito de público y justiciera consagración para su autor. Le siguió “Flor de estero”, comedia dramática en tres actos estrenada el 12 de julio de 1926; en ella, al par de exaltar el valor real del trabajador campesino, pinta una época cruenta de la historia paraguaya. La tercera es “Evangelista”, comedia dramática de tres actos estrenada el 30 de noviembre de 1926, cuya irrupción fue largamente aplaudida por la prensa; trata de una mujer que por salvar la vida de su padre y del suicidio a un hermano malvado, decide prostituirse. “El derecho de nacer”, en cuatro actos, es su cuarta comedia dramática, estrenada en el Granados el 5 de agosto de 1927. La última de sus obras que subió a escena fue “Intruso”, estrenada el 14 de agosto de 1934 y de la que Josefina Plá señaló, como valores sustantivos, su sencillez y su dignidad literaria. En “Proal”, el primer ensayo serio de realizar teatro radial, proyecto encarado por Roque Centurión Miranda y Josefina Plá, se dieron a conocer otras dos piezas de Alsina: “Fuego en la cúpula” y “La llama flota”.

## Últimos años
Se casó con doña Leonor Menchaca, con quien formó una familia. Su antigua residencia se ubica en Gral. Garay y Andrade, del barrio Villa Morra, que aún se conserva. Rodeado del respeto de sus compatriotas por adopción y recordado como un ejemplo de dignidad humana e intelectual, falleció en Asunción el 26 de mayo de 1984.